# Công lục
Công lục (Pavo muticus) là một loài chim công có nguồn gốc từ rừng nhiệt đới ở Đông Nam Á. Chúng đã được liệt kê là loài nguy cấp trong Sách đỏ IUCN từ năm 2009 do quần thể toàn cầu suy giảm nhanh chóng và bị chia cắt nghiêm trọng do mất môi trường sống.